# الماضي لا يعود
الماضي لا يعود هو فيلم تلفزي درامي مغربي من إنتاج قناة الأولى و من إخراج إبراهيم الشكيري سنة 2019، وبطولة كل من ربيع القاطي، كليلة بونعيلات، هشام بهلول، عثمان بنهامي، نفيسة بنشهيدة، أحمد الناجي، وآخرون. الفيلم مقتبس من رواية دافني دو مورييه " ريبيكا" الصادرة عام 1938.

## قصة الفيلم
الماضي لا يعود فيلم رومانسي كلاسيكي يعود بنا لفترة الستينيات، تدور أحداثه حول فتاة تنقلب حياتها رأسا على عقب بعد ارتباطها برجل لطالما أحبته و كانت تقرأ رواياته. بعد الزواج ستكتشف أن زوجها صعب الطباع وبعيد عن الرومنسية و يعيش على ماض زوجته التي توفيت.

## وصلات خارجية
www.alaoula.ma